# Tenzin Losang Gyatso
Tenzin Losang Gyatso, noto anche come Kyabje Trijang Chocktrul Rinpoche (Dalhousie, 15 ottobre 1982), è il XVIII Trijang Rinpoce.

## Biografia
Tenzin Losang Gyatso nacque nell'India settentrionale, terzo di cinque figli di una famiglia di tessitori di tappeti tibetani.
In tenera età fu visitato ed esaminato da alcuni lama e monaci al seguito del defunto XVII Trijang Rinpoce, un lama molto rispettato, ritenuto tra i più dotti e influenti del suo tempo, e celebre per essere stato il precettore più giovane del XIV Dalai Lama e di molti altri lama apprezzati in Occidente, del quale era ritenuto la probabile reincarnazione, in quanto, come in seguito sarebbe stato riferito, muoveva di continuo il pollice destro contro l'indice, come un lama che contava i grani del rosario, e affermava spesso di possedere otto mucche a Dharamsala.
Il bambino fu incluso in una lista comprendente cinquecento nomi, che in seguito a divinazioni e meditazioni fu ridotta a otto candidati. Il XIV Dalai Lama svolse vari rituali e consultò gli oracoli, concentrandosi a sua volta su tre bambini, e individuando infine in Tenzin Losang Gyatso la reincarnazione effettiva. In seguito si confermò che il precedente Trijang Rinpoce infatti aveva posseduto otto mucche.
Dopo la conferma ufficiale, avvenuta il 23 aprile 1985 da parte del Dalai Lama, prese i voti monastici e iniziò l'educazione sotto la tutela di Lati Rinpoce e Dagom Rinpoce. Ancora in giovanissima età subì gravi minacce di morte da parte della «Società segreta degli eliminatori dei nemici esterni e interni», composta da un'ala intransigente di tibetani, e per precauzione fu mandato al Monastero Rabten Choeling di Ginevra ove trascorse gran parte della sua giovinezza. Il governo tibetano in esilio sostenne che probabilmente tali minacce furono in realtà un diversivo per strappare il giovane tulku all'influenza di Dharamsala in favore di certe correnti ostili e più vicine alla Cina.
Analogamente al suo predecessore, Tenzin Losang Gyatso è un praticante di Dorje Shugden, controversa entità spirituale del Tantrismo il cui culto fu bandito nel 1975 dal XIV Dalai Lama, e attualmente risiede come laico a Northfield, in Vermont, dove ha fondato il Trijang Buddhist Institute, dove sta compiendo ulteriori studi sotto la tutela di Dagpo Rinpoce, Yongyal Rinpoce e ghesce Lobsang Phuntsok. L'istituto ha inoltre lo scopo di diffondere il Buddhismo tibetano sulle orme del precedente Trijang Rinpoce.
Oggi in molti ritengono che il suo trasferimento sul suolo statunitense sia stato opportunamente manipolato proprio dai seguaci del demone tantrico, che in anni recenti hanno dichiarato di voler fare di lui la prossima guida della propria corrente.
| Controllo di autorità | VIAF (EN) 293616884 · GND (DE) 1029510121 |